# 高尾山割引乗車券
高尾山割引乗車券（たかおさんわりびきじょうしゃけん）は、京王電鉄が発売しているきっぷである。通称高尾山きっぷ（たかおさんきっぷ）。

## 概要

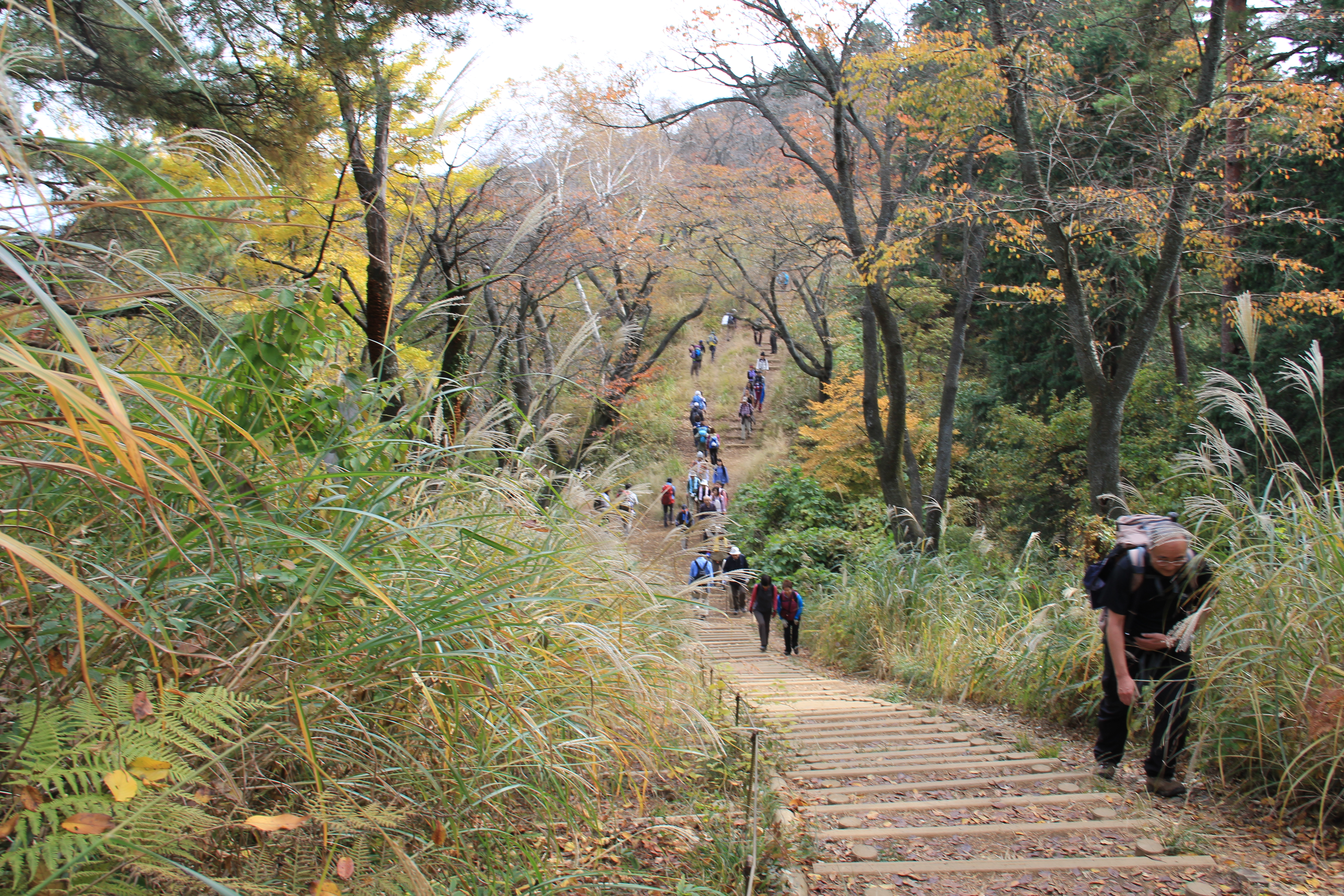
高尾山登山道

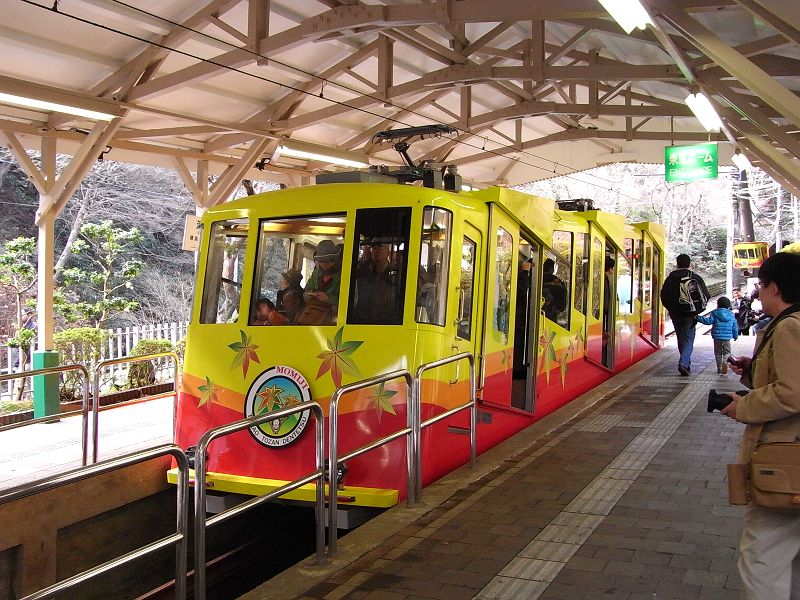
高尾登山電鉄も利用可能

京王電鉄線発駅～京王高尾線高尾山口駅までの往復割引乗車券と高尾登山鉄道ケーブルカー線またはリフト線が利用出来るきっぷである。
高尾登山鉄道線のきっぷ分は、往復券または片道券の二種類から選ぶことが出来る（各駅からの運賃はこちらを参照）。以前は土休日は往復券のみ発売しており、割引率が小さくなっていたが、現在は平日・土休日を問わず片道券・往復券とも発売しているとともに、発売金額も同じになっている。
また、1月1日、2日、3日および12月31日は発売されない。
有効期間は、利用開始日を含めて1日間。

## 発売箇所
- 京王線各駅（但し高尾山口駅を除く。）

以前は橋本駅、多摩境駅では発売していなかったが、現在は発売している。